# 1360年
| 千纪： | 2千纪 |
| 世纪： | 13世纪 \| 14世纪 \| 15世纪 |
| 年代： | 1330年代 \| 1340年代 \| 1350年代 \| 1360年代 \| 1370年代 \| 1380年代 \| 1390年代                                                             |
| 年份： | 1355年 \| 1356年 \| 1357年 \| 1358年 \| 1359年 \| 1360年 \| 1361年 \| 1362年 \| 1363年 \| 1364年 \| 1365年                                   |
| 纪年： | 庚子年（鼠年）；元至正二十年；徐壽輝天定二年；韓林兒龍鳳六年；陈友谅大義元年；明玉珍天啟五年；越南大治三年；日本南朝正平十五年，北朝延文五年 |

## 大事记
- 劉基被朱元璋招攬擔任軍事參謀。
- 二月，漢王陳友諒派兵進攻福建，並準備進攻朱元璋佔據的池州。朱元璋派常遇春到池州，與徐達一起加強防禦。
- 五月，漢王陳友諒派兵進攻池州，遭到失敗，隨後親率水軍十萬攻佔太平（今安徽省當塗縣），殺死朱元璋大將花雲。
- 閏五月，漢王陳友諒挾持徐壽輝進攻太平路，邀請徐壽輝至石（今安徽當塗）附近五通神廟拜神，殺徐壽輝自代，建立陳漢，年號大義，以鄒普勝為太師，張必先為丞相，徐宋政權滅亡。
- 陳友諒與張士誠合攻朱元璋，朱元璋遣胡大海進攻信州，迫陳友諒回師救援，離間張士誠使其按兵不動，又命屬下康茂才向陳友諒詐降，引陳友諒軍到金陵城（今南京）西北的龍灣（今南京市大勝關），中了朱元璋在當地的伏兵，敗走江州（今九江）。
- 5月8日——法蘭西王國王太子查理與英格蘭簽訂布勒丁尼條約，百年戰爭第一階段結束。
- 七月，漢王陳友諒派兵攻佔安慶。
- 八月，朱元璋率領水陸大軍奪回安慶，攻下湖口，在江州大敗陳友諒，攻下南康府（今江西省星子縣），漢軍退守武昌。朱元璋攻下南康府（今江西省星子縣）。
- 11月，第二次紅巾軍東征高麗，並一度攻陷其都城開城。

## 出生
- 5月2日——明成祖朱棣（逝世於1424年。64岁）